# PDC World Cup of Darts
PDC World Cup of Darts je týmový šipkařský turnaj pořádaný společností Professional Darts Corporation. Hraje se každoročně od roku 2010 s výjimkou v roce 2011. V přímém přenosu jej vysílá stanice Sky Sports. Turnaj nahradil Jocky Wilson Cup, což byl mezinárodní zápas mezi Anglií a Skotskem, který se konal v Glasgow 5. prosince 2009. Anglie tehdy porazila Skotsko 6–0.
V říjnu 2009 oznámil předseda PDC Barry Hearn svůj záměr koupit British Darts Organisation (BDO) a podpořit 2 miliony liber amatérské šipky, představitelé BDO ale nabídku nepřijali. Podle Hearna bylo jeho cílem sjednotit šipkový sport. Poté, co BDO odmítla nabídku, oznámila PDC založení tří nových turnajů s premiérovým pořádáním v roce 2010, které měly podpořit rozvoj mladých hráčů a žen: PDC Mistrovství světa v šipkách do 21 let, PDC Mistrovství světa v šipkách žen a PDC World Cup of Darts.

## Formát
Prvních třech turnajů pořádaných v letech 2010, 2012 a 2013 se účastnilo 24 týmů na základě žebříčku PDC Order of Merit na konci října 2010 po dohrání turnaje World Grand Prix. Nejlepšího hráče z každé země doplnil druhý nejlepší. O nasazení rozhodl jejich průměr. Osm nejlepších zemí automaticky postoupilo do druhého kola, zbylých 16 bojovalo ve čtyřhrách o postup v zápasech na 6 vítězných legů, přičemž nový leg zahajoval tým, který prohrával. Stejný formát mělo i druhé kolo.
V roce 2010 byli vítězové z druhého kola náhodně rozděleni do dvou skupin (A a B), kde hrál každý s každým. V každém zápase se hrály dvě dvouhry a jedna čtyřhra, vždy na 3 vítězné legy. Za vítězství ve dvouhře byl udělen 1 bod, ve čtyřhře byly ve hře body 2. Ze skupiny postoupily dva týmy s nejvyšším počtem bodů.
V semifinále se hrály čtyři dvouhry a jedna čtyřhra, pokud ještě nebylo o vítězi rozhodnuto, přičemž se hrálo na 6 vítězných legů. Bodové ohodnocení bylo totožné jako ve skupinové fázi. Pokud by po odehrání všech her bylo skóre 3–3, následoval by rozhodující leg ve čtyřhře. Ve stejném formátu se odehrávalo finále s tím rozdílem, že se hrálo na 8 vítězných legů.
V roce 2012 se první kolo zásadně nezměnilo, pouze se hrálo jen na 5 vítězných legů. Nově se hrály dvě dvouhry a jedna čtyřhra už ve druhém kole, přičemž dvouhry na 4 vítězné legy a čtyřhry na 5 vítězných legů. Bodové hodnocení se nezměnilo, v případě skóre 2–2 po dohrání zápasů by rozhodl závěrečný leg ve čtyřhře. Ve skupinách se nově hrálo na 4 vítězné legy ve všech jednotlivých zápasech. V semifinále se hrálo jen na 4 vítězné legy, jinak se pravidla nezměnila, podobně jako ve finále, kde se hrálo na 7 vítězných legů.
V roce 2013 byl představen nový formát. 24 týmů bylo rozděleno do 8 tříčlenných skupin, přičemž v každé byl jeden nasazený tým. Ve skupině hrál každý s každým jednu čtyřhru na 5 vítězných legů a dva nejlepší postoupili do druhého kola. I v tomto kole rozhodla o postupujícím čtyřhra na 5 vítězných legů. Čtvrtfinálové a semifinálové zápasy zahájily dvě dvouhry hrané do 4 vítězných legů. Pokud tým obě vyhrál, postoupil do dalšího kola. Pokud každý tým získal po jednom vítězství, rozhodla o postupujícím závěrečná čtyřhra na 4 vítězné legy. Ve finále se hrály čtyři dvouhry a jedna čtyřhra, přičemž vítěz byl vyhlášen ihned poté, co tým dokázal ovládnout tři zápasy.
V letech 2014 a 2015 byl počet soutěžících rozšířen na 32, přičemž 16 týmů bylo nasazených. V prvním kole se hrála pouze čtyřhra do 5 vítězných legů, poté již byl formát stejný jako v předchozích letech, v roce 2015 bylo ale rozhodnuto o přesunutí finálové čtyřhry tak, aby se hrála jako třetí finálový zápas.
Formát od té doby zůstal až do roku 2022 stejný, s jedinou významnější úpravou v roce 2016, kdy bylo rozhodnuto o nasazení pouze 8 nejlepších týmů, nikoli 16 nejlepších.
V roce 2023 došlo k razantní úpravě formátu turnaje. Poprvé se turnaje účastnilo 40 týmů a poprvé od roku 2013 se vrátila skupinová fáze. 36 týmů je rozděleno do 12 skupin po třech, přičemž součástí každé skupiny je jedna z nasazených zemí. Čtyři nejvýše nasazené týmy postupují automaticky do druhého kola, kde je doplňují vítězové jednotlivých skupin. V novém formátu také došlo k odstranění všech dvouher, nově se hrají pouze čtyřhry. Ve skupině se hraje do 3 vítězných legů, v dalších kolech do 8 vítězných legů a finále na 10 vítězných legů.

## Seznam finálových zápasů
| Rok  | Vítěz                                    | Vítěz         | Skóre | Finalisté  | Finalisté                                | Místo                                            | Finanční odměna (tým) | Finanční odměna (tým) | Finanční odměna (tým) | Sponzor         |
| Rok  | Hráči                                    | Tým           | Skóre | Tým        | Hráči                                    | Místo                                            | Celkem                | Vítěz                 | Finalista             | Sponzor         |
| ---- | ---------------------------------------- | ------------- | ----- | ---------- | ---------------------------------------- | ------------------------------------------------ | --------------------- | --------------------- | --------------------- | --------------- |
| 2010 | Raymond van Barneveld Co Stompé          | Nizozemsko    | 4–2   | Wales      | Mark Webster Barrie Bates                | Rainton Meadows Arena Anglie, Houghton-le-Spring | £150 000              | £40 000               | £20 000               | Cash Converters |
| 2012 | Phil Taylor Adrian Lewis                 | Anglie        | 4–3   | Austrálie  | Simon Whitlock Paul Nicholson            | Alsterdorfer Sporthalle Německo, Hamburk         | £150 000              | £40 000               | £20 000               | Cash Converters |
| 2013 | Phil Taylor Adrian Lewis                 | Anglie        | 3–1   | Belgie     | Kim Huybrechts Ronny Huybrechts          | Alsterdorfer Sporthalle Německo, Hamburk         | £150 000              | £40 000               | £20 000               | Betfair         |
| 2014 | Michael van Gerwen Raymond van Barneveld | Nizozemsko    | 3–0   | Anglie     | Phil Taylor Adrian Lewis                 | Alsterdorfer Sporthalle Německo, Hamburk         | £200 000              | £40 000               | £20 000               | Bwin            |
| 2015 | Phil Taylor Adrian Lewis                 | Anglie        | 3–2   | Skotsko    | Gary Anderson Peter Wright               | Eissporthalle Německo, Frankfurt                 | £250 000              | £50 000               | £26 000               | Bwin            |
| 2016 | Phil Taylor Adrian Lewis                 | Anglie        | 3–2   | Nizozemsko | Michael van Gerwen Raymond van Barneveld | Eissporthalle Německo, Frankfurt                 | £250 000              | £50 000               | £26 000               | Betway          |
| 2017 | Michael van Gerwen Raymond van Barneveld | Nizozemsko    | 3–1   | Wales      | Mark Webster Gerwyn Price                | Eissporthalle Německo, Frankfurt                 | £300 000              | £60 000               | £32 000               | Betway          |
| 2018 | Michael van Gerwen Raymond van Barneveld | Nizozemsko    | 3–1   | Skotsko    | Gary Anderson Peter Wright               | Eissporthalle Německo, Frankfurt                 | £300 000              | £60 000               | £32 000               | Betway          |
| 2019 | Gary Anderson Peter Wright               | Skotsko       | 3–1   | Irsko      | Steve Lennon William O'Connor            | Barclaycard Arena Německo, Hamburk               | £350 000              | £70 000               | £40 000               | BetVictor       |
| 2020 | Gerwyn Price Jonny Clayton               | Wales         | 3–0   | Anglie     | Michael Smith Rob Cross                  | Salzburgarena Rakousko, Salcburk                 | £350 000              | £70 000               | £40 000               | BetVictor       |
| 2021 | Peter Wright John Henderson              | Skotsko       | 3–1   | Rakousko   | Mensur Suljović Rowby-John Rodriguez     | Sparkassen-Arena Německo, Jena                   | £350 000              | £70 000               | £40 000               | Cazoo           |
| 2022 | Damon Heta Simon Whitlock                | Austrálie     | 3–1   | Wales      | Gerwyn Price Jonny Clayton               | Eissporthalle Německo, Frankfurt                 | £350 000              | £70 000               | £40 000               | Cazoo           |
| 2023 | Gerwyn Price Jonny Clayton               | Wales         | 10–2  | Skotsko    | Peter Wright Gary Anderson               | Eissporthalle Německo, Frankfurt                 | £450 000              | £80 000               | £50 000               | My Diesel Claim |
| 2024 | Luke Humphries Michael Smith             | Anglie        | 10–6  | Rakousko   | Mensur Suljović Rowby-John Rodriguez     | Eissporthalle Německo, Frankfurt                 | £450 000              | £80 000               | £50 000               | BetVictor       |
| 2025 | Josh Rock Daryl Gurney                   | Severní Irsko | 10–9  | Wales      | Gerwyn Price Jonny Clayton               | Eissporthalle Německo, Frankfurt                 | £450 000              | £80 000               | £50 000               | BetVictor       |

## Rekordy a statistiky
Aktuální k 15. červnu 2025

### Počet účastí ve finále

#### Země
| Země          | Vítězství | Finalista | Finále celkem | Celkem na turnaji |
| ------------- | --------- | --------- | ------------- | ----------------- |
| Anglie        | 5         | 2         | 7             | 15                |
| Nizozemsko    | 4         | 1         | 5             | 15                |
| Skotsko       | 2         | 4         | 6             | 15                |
| Wales         | 2         | 3         | 5             | 15                |
| Austrálie     | 1         | 1         | 2             | 15                |
| Severní Irsko | 1         | 0         | 1             | 15                |
| Rakousko      | 0         | 2         | 2             | 15                |
| Belgie        | 0         | 1         | 1             | 15                |
| Irsko         | 0         | 1         | 1             | 15                |

#### Týmy
| Hráči                                      | Tým           | Vítězství | Finalisté | Finále celkem | Celkem na turnaji |
| ------------------------------------------ | ------------- | --------- | --------- | ------------- | ----------------- |
| Phil Taylor a Adrian Lewis                 | Anglie        | 4         | 1         | 5             | 6                 |
| Michael van Gerwen a Raymond van Barneveld | Nizozemsko    | 3         | 1         | 4             | 6                 |
| Gerwyn Price a Jonny Clayton               | Wales         | 2         | 2         | 4             | 7                 |
| Gary Anderson a Peter Wright               | Skotsko       | 1         | 3         | 4             | 8                 |
| Damon Heta a Simon Whitlock                | Austrálie     | 1         | 0         | 1             | 6                 |
| Peter Wright a John Henderson              | Skotsko       | 1         | 0         | 1             | 2                 |
| Luke Humphries a Michael Smith             | Anglie        | 1         | 0         | 1             | 1                 |
| Raymond van Barneveld a Co Stompé          | Nizozemsko    | 1         | 0         | 1             | 1                 |
| Josh Rock a Daryl Gurney                   | Severní Irsko | 1         | 0         | 1             | 1                 |
| Mensur Suljović a Rowby-John Rodriguez     | Rakousko      | 0         | 2         | 2             | 9                 |
| Simon Whitlock a Paul Nicholson            | Austrálie     | 0         | 1         | 1             | 5                 |
| Kim Huybrechts a Ronny Huybrechts          | Belgie        | 0         | 1         | 1             | 5                 |
| Steve Lennon a William O'Connor            | Irsko         | 0         | 1         | 1             | 5                 |
| Mark Webster a Gerwyn Price                | Wales         | 0         | 1         | 1             | 2                 |
| Michael Smith a Rob Cross                  | Anglie        | 0         | 1         | 1             | 3                 |
| Mark Webster a Barrie Bates                | Wales         | 0         | 1         | 1             | 1                 |

#### Hráči
| Hráč                  | Tým           | Vítězství | Finalista | Finále celkem | Celkem na turnaji |
| --------------------- | ------------- | --------- | --------- | ------------- | ----------------- |
| Raymond van Barneveld | Nizozemsko    | 4         | 1         | 5             | 8                 |
| Adrian Lewis          | Anglie        | 4         | 1         | 5             | 6                 |
| Phil Taylor           | Anglie        | 4         | 1         | 5             | 6                 |
| Michael van Gerwen    | Nizozemsko    | 3         | 1         | 4             | 11                |
| Peter Wright          | Skotsko       | 2         | 3         | 5             | 11                |
| Gerwyn Price          | Wales         | 2         | 2         | 4             | 10                |
| Jonny Clayton         | Wales         | 2         | 1         | 3             | 9                 |
| Gary Anderson         | Skotsko       | 1         | 3         | 4             | 11                |
| Simon Whitlock        | Austrálie     | 1         | 1         | 2             | 15                |
| Michael Smith         | Anglie        | 1         | 1         | 2             | 5                 |
| John Henderson        | Skotsko       | 1         | 0         | 1             | 3                 |
| Damon Heta            | Austrálie     | 1         | 0         | 1             | 6                 |
| Co Stompé             | Nizozemsko    | 1         | 0         | 1             | 1                 |
| Luke Humphries        | Anglie        | 1         | 0         | 1             | 2                 |
| Josh Rock             | Severní Irsko | 1         | 0         | 1             | 2                 |
| Daryl Gurney          | Severní Irsko | 1         | 0         | 1             | 9                 |
| Mark Webster          | Wales         | 0         | 2         | 2             | 7                 |
| Mensur Suljović       | Rakousko      | 0         | 2         | 2             | 15                |
| Rowby-John Rodriguez  | Rakousko      | 0         | 2         | 2             | 9                 |
| William O'Connor      | Irsko         | 0         | 1         | 1             | 15                |
| Kim Huybrechts        | Belgie        | 0         | 1         | 1             | 13                |
| Ronny Huybrechts      | Belgie        | 0         | 1         | 1             | 5                 |
| Paul Nicholson        | Austrálie     | 0         | 1         | 1             | 5                 |
| Steve Lennon          | Irsko         | 0         | 1         | 1             | 5                 |
| Rob Cross             | Anglie        | 0         | 1         | 1             | 4                 |
| Barrie Bates          | Wales         | 0         | 1         | 1             | 1                 |

- Aktivní hráči jsou vyznačeni tučně
- V tabulce jsou pouze hráči, kteří se účastnili finále
- V případě stejného výsledku jsou hráči řazeni abecedně